# Ализаманлы, Шамистан Гусейн оглы
Шамистан Ализаманлы (азерб. Şəmistan  Hüseyn oğlu Əlizamanlı; род. 4 февраля 1959, Марнеули, Грузинской ССР) — азербайджанский исполнитель патриотических песен, актёр, диктор.

## Биография
Шамистан Ализаманлы окончил актёрский факультет Университета культуры и искусства. С мая 1986 года работал диктором Азербайджанского радио. С лета 1992 года являлся военным диктором, зачитывал сводки информационно-аналитического центра Минобороны о боях в Карабахе.

## Карьера
С 1993 года началась его карьера певца. Исполнитель таких песен как «Храбрый солдат» («İgid əsgər»), «Господин лейтенант» («Сәnab Leytenant»), «Первый батальон» («Birinci batalyon»), «Соколы» («Şahinlər»), «Достояние Родины» («Vətən əmanəti») и других.

### Альбомы
- «Зовёт Родина!» («Çağırır vətən»)
- «Достояние Родины» («Vətən əmanəti»)
- «Родина-мать» («Ana yurdum»)

### Видеоклипы
- «Гора Кавказа, дай нам дорогу!» («Qafqaz dağı yol ver bizə»)[1]
- «Храбрый солдат» («Igid Əsgər»)[2]
- «Волновалось Чёрное море» («Çırpınırdı Qara dəniz»)[3]
- «Гюлистан» («Gülüstan»)[4]

## Фильмография
Шамистан Ализаманлы озвучивал фильмы:
1. «Странные люди приносящие плохие новости» (Bəd xəbərlər gətirən qəribə adamlar) — фильм, 1993 г.
2. «Гудиялчай» (Qudyalçay) — фильм, 2001 г.
3. «Кероглу» (Koroğlu) — фильм, 2003 г.
4. «Великие полководцы» (Dahi sərkərdələr) — фильм, Великобритания, 2003 г.

## Награды
- Медаль «Прогресс» (16 октября 2021 года) — за заслуги в развитии азербайджанской культуры[5].